# Ашан Україна
«Auchan Україна» (ТОВ «Ашан Україна Гіпермаркет») — український сегмент мережі супермаркетів та гіпермаркетів французької родини Auchan SA (штаб-квартира — Лілль, Франція).

## Історія
Україна стала дванадцятою країною, де французька торговельна мережа «Auchan Group» відкрила свої гіпермаркети. Управління всією діяльністю «Auchan» в Україні покладено на компанію «Ашан Україна Гіпермаркет», яка своєю чергою має у своєму складі ряд структурних підрозділів, серед яких, консалтингові, фінансові та будівельні компанії. Станом на січень 2025 року в Україні функціонує 17 гіпермаркетів Auchan,  3 супермаркети Мій Auchan 13 Auchan Pick-UP Point та один Auchan Outlet.
6 березня 2007 року було офіційно оголошено про відкриття представництва Auchan в Україні. Відкриття першого гіпермаркету відбулося 29 березня 2008 року в Києві, другого — 12 грудня 2008 року в місті Донецьк Донецької області.
25 серпня 2009 року компанією «Auchan» був підписаний договір про оренду на 20 років торговельних площ у Києві, Кривому Розі, Запоріжжі (1 листопада 2009 року відкритий четвертий гіпермаркет в Україні) та Сімферополі, які звільнені після відходу з ринку українського підрозділу російської мережі гіпермаркетів «О'кей». Всі чотири гіпермаркети відкрилися до кінця 2009 року. Таким чином, до початку 2010 року кількість гіпермаркетів мережі в Україні збільшилось до семи. Фахівці прогнозували, що такий ривок дозволить мережі мінімум втричі зміцнити свої позиції на українському ринку.
20 червня 2017 року торговельна мережа «Auchan Україна» підписала угоду з українським дистриб'ютором «Караван» з викупу його активів.
5 вересня 2017 року «Auchan Україна» завершив проєкт викупу компанії, завдяки отриманому дозволу на концентрацію від Антимонопольного комітету України. Компанія поступово впроваджує в колишніх магазинах «Караван» свій комерційний проєкт та інші напрямки в рамках своєї нової концепції розвитку.
1 березня 2023 року «Auchan Україна» вперше за 15 років очолив не експат. Замість Вікторії Луценко, яка майже п’ять років керувала українським офісом ритейлера, CEO стала Марта Труш.

## Магазини
Київ та Київська область 
- «Auchan Почайна» —   «Почайна» (Київ, Оболонський район), проспект Степана Бандери, 15-А[10]
- «Auchan Либідська» —   «Либідська» (Київ, Голосіївський район), вулиця Антоновича, 176 (ТРЦ «Ocean Plaza»)[11]
- «Auchan Кільцева» — Петропавлівська Борщагівка (Київська область, Бучанський район)[12]
- «Auchan Біличі» — Берковець (Київ, Святошинський район), вулиця Берковецька, 6[13]
- «Auchan Чернігівська» —   «Чернігівська» (Київ, Дніпровський район, Чернігівська), Червоноткацька вулиця, 1-Б (ТРЦ «Проспект»)
- «Auchan Глушкова» —   «Теремки» (Київ, Голосіївський район), проспект Глушкова, 13-Б (ТРЦ «Магелан»)
- «Auchan Рив Гош» — Київ, Дарницький район, вулиця Здолбунівська, 17

Донецька область
- «Auchan» — мікрорайон «Донський» (Донецьк) — припинив роботу у 2014 році через війну на сході України

Дніпропетровська область
- «Auchan Лівобережний» — Дніпро (ТРЦ «Караван»)[14]
- «AuchanЗоряний» — Дніпро (ТРЦ «Дафі»)
- «Auchan Сонячний» — Кривий Ріг. Припинив свою роботу у 2024 році.

Запорізька область
- «Auchan» — Прибережна автомагістраль / вул. Запорізька, Запоріжжя. Припинив свою роботу у 2024 році.

Львівська область
- «Auchan Львів Сокільники» — Львівський район, с. Сокільники, Стрийська вулиця, 30, (ТРЦ «Кінг Крос Леополіс»)[15]
- «Auchan Південний» — Львів, вул. Володимира Великого, 58 (ТЦ «Уніцентр»)[16]
- «Auchan Чорновола» — Львів, просп. Вячеслава Чорновола, 16[17]

Одеська область
- «Auchan» Фонтанка — Одеса

Чернівецька область
- «Auchan» — Чернівці, вулиця Хотинська (ТРЦ «Панорама») (колишній «Караван»)[18]

Житомирська область
- «Auchan» — Житомир (колишній «Караван»)

Харківська область
- «Auchan Героїв Праці» — Харків, вул. Героїв Праці, 7 (колишній «Караван»). Наразі зачинено.
- «Auchan Олексіївка» — Харківський район, смт Мала Данилівка, Кільцевий шлях, 4 (колишній «Магелан», «Караван») припинив роботу 16 березня 2020 року
- «AuchanТарасівська» — Харків, вул. Тарасівська, 3 (колишній «Караван»).Наразі зачинено.

## Інша діяльність
«Ашан» тісно співпрацює з українським рітейлером «Фуршет». У 2010 році компанії «Auchan» і «Фуршет» працюють над створенням загальної логістичної мережі.
У жовтні 2017 року «Ашан Рітейл Україна» продав свою долю мережі «Фуршет» (20 % акцій, якими володів з 2007 року). Покупцем виступила інвестиційна компанія «VI2-Partners» (угода проведена керуючим партнером «VI2-Partners» Олексієм Чернишовим). Вартість угоди не оприлюднена.
У керівництво компанії «Фуршет» був введений президент «Auchan» у Східній Європі Жан Майї. На цій основі було створено два неназваних спільних підприємства, перше з яких займатиметься розвитком «Auchan», а друге — розвитком мережі ТРЦ. Наприкінці 2009 року в обох мережах була запущена нова власна торгова марка «Ашан Pu».

## Нагороди
- За версією аналітичного центру Вибір Країни ТОВ “АШАН УКРАЇНА ГІПЕРМАРКЕТ” –  Економний кошик року (2023, 2024)
- Top Ukrainian Award. Статус-звання “ЗОЛОТІ РУКИ 2023, 2024” та  “ПРОФЕСІОНАЛ РОКУ 2023, 2024”
- Золото Favorite Food and Drinks 2024
- Диплом переможцю у номінації “Лідер у категорії Private Label 2024
- Премія. HR-бренд Україна 2022. Переможець.Вибір GRC.UA
- Ukrainian Recruitment Awards 2021.Переможець в номінації “інклюзивність і різноманітність”
- #FTRADECLUB RETAIL AWARDS 2021. Лідер в номінаціях “Асортимент свіжих овочів та фруктів” та “ Плодоовочевого ритейла в Україні”
- Retail in Ukraine 2021.Диплом переможця в номінації “Професійність команди мережі”